# Escut antic de la Pobla de Segur

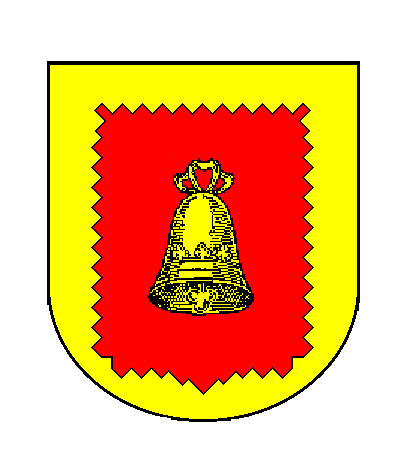
Escut antic de la Pobla de Segur

Antic escut municipal de la Pobla de Segur, al Pallars Jussà. Fou substituït en una data indeterminada per l'escut actualment vigent a la Pobla de Segur, que no ha estat reconegut oficialment, atès que no s'ajusta a la normativa catalana vigent sobre els emblemes oficials.

## Descripció heràldica
De gules, una campana d'or; bordura dentada d'or.